# Ryder Cup 1987
La 27ª edizione della Ryder Cup si è tenuta al Muirfield Village Golf Club a Dublin, sobborgo di Columbus, dal 25 al 27 settembre 1987.
Fu la prima edizione tenutasi negli Stati Uniti nella quale gli americani persero la competizione: la squadra del Vecchio Continente accumulò un vantaggio di cinque punti nelle prime due giornate; i padroni di casa tentarono la rimonta, ma Seve Ballesteros regalò ai suoi la vittoria quando sconfisse Curtis Strange.

## Formato
La Ryder Cup è un torneo match play, in cui ogni singolo incontro vale un punto. Il formato dell'edizione 1987 era il seguente, con un lieve cambiamento dall’edizione precedente per quanto riguarda l’ordine del secondo giorno:
- I Giornata (Venerdì) – 4 incontri "foursome" (colpi alternati) nella sessione mattutina e 4 incontri "fourball" (la migliore buca) nella sessione pomeridiana.
- II Giornata (Sabato) – 4 incontri "foursome" nella sessione mattutina e 4 incontri "fourball" nella sessione pomeridiana.
- III Giornata (Domenica) – 12 incontri singolari.

Ogni incontro si disputa su un massimo di 18 buche. La vittoria di ogni incontro assegna un punto, nel caso di parità del match si assegna ½ punto a ciascuno, per un totale di 28 punti disponibili. 14½ punti sono necessari per vincere, ma 14 punti (ovvero un pareggio) sono sufficienti alla squadra che difende per mantenere la coppa.

## Squadre
| Stati Uniti       |     |                  |                     |                         |
| Nome              | Età | Punti classifica | Classifica mondiale | Note                    |
| Jack Nicklaus     | 47  |                  |                     | Capitano non-giocatore  |
| Scott Simpson     | 32  |                  | 13                  | Esordio nella Ryder Cup |
| Larry Nelson      | 40  |                  | 28                  | 3ª partecipazione       |
| Payne Stewart     | 30  | 1                | 5                   | Esordio nella Ryder Cup |
| Ben Crenshaw      | 35  | 2                | 11                  | 3ª partecipazione       |
| Curtis Strange    | 32  | 3                | 4                   | 3ª partecipazione       |
| Hal Sutton        | 29  | 4                | 21                  | 2ª partecipazione       |
| Larry Mize        | 29  | 5                | 15                  | Esordio nella Ryder Cup |
| Lanny Wadkins     | 37  | 6                | 9                   | 5ª partecipazione       |
| Dan Pohl          | 32  | 7                | 25                  | Esordio nella Ryder Cup |
| Tom Kite          | 37  | 8                | 17                  | 5ª partecipazione       |
| Mark Calcavecchia | 27  | 9                | 32                  | Esordio nella Ryder Cup |
| Andy Bean         | 34  | 10               | 36                  | 4ª partecipazione       |

| Europa              |     |                  |                     |                                              |
| Nome                | Età | Punti classifica | Classifica mondiale | Note                                         |
| Tony Jacklin        | 43  |                  |                     | Capitano non-giocatore                       |
| Ian Woosnam         | 29  | 1                | 12                  | 3ª partecipazione                            |
| Nick Faldo          | 30  | 2                | 20                  | 6ª partecipazione                            |
| Howard Clark        | 33  | 3                | 42                  | 4ª partecipazione                            |
| Seve Ballesteros    | 30  | 4                | 2                   | 4ª partecipazione                            |
| Gordon Brand Jnr    | 29  | 5                | 40                  | Esordio nella Ryder Cup                      |
| Sam Torrance        | 34  | 6                | 54                  | 4ª partecipazione                            |
| Bernhard Langer     | 30  | 7                | 3                   | 4ª partecipazione                            |
| José Rivero         | 32  | 8                | 68                  | 2ª partecipazione                            |
| Eamonn Darcy        | 35  | 9                | 112                 | 4ª partecipazione                            |
| José María Olazábal | 21  | 11               | 43                  | Scelta del capitano, Esordio nella Ryder Cup |
| Sandy Lyle          | 29  |                  | 7                   | Scelta del capitano, 5ª partecipazione       |
| Ken Brown           | 30  |                  | 77                  | Scelta del capitano, 5ª partecipazione       |

## Risultati

### I sessione
Foursome
| Europa (bandiera)    | Risultati | Stati Uniti (bandiera) |
| -------------------- | --------- | ---------------------- |
| Torrance/Clark       | 4 & 2     | Strange/Kite           |
| Brown/Langer         | 2 & 1     | Sutton/Pohl            |
| Faldo/Woosnam        | 2 up      | Wadkins/Mize           |
| Ballesteros/Olazábal | 1 up      | Nelson/Stewart         |
| 2                    | Sessione  | 2                      |
| 2                    | Totale    | 2                      |

### II sessione
Four-ball
| Europa (bandiera)    | Risultati | Stati Uniti (bandiera) |
| -------------------- | --------- | ---------------------- |
| Brand/Rivero         | 3 & 2     | Crenshaw/Simpson       |
| Lyle/Langer          | 1 up      | Bean/Calcavecchia      |
| Faldo/Woosnam        | 2 & 1     | Sutton/Pohl            |
| Ballesteros/Olazábal | 2 & 1     | Strange/Kite           |
| 4                    | Sessione  | 0                      |
| 6                    | Totale    | 2                      |

### III sessione
Foursome
| Europa (bandiera)    | Risultati | Stati Uniti (bandiera) |
| -------------------- | --------- | ---------------------- |
| Rivero/Brand         | 3 & 1     | Strange/Kite           |
| Faldo/Woosnam        | pareggio  | Sutton/Mize            |
| Lyle/Langer          | 2 & 1     | Wadkins/Nelson         |
| Ballesteros/Olazábal | 1 up      | Crenshaw/Stewart       |
| 2½                   | Sessione  | 1½                     |
| 8½                   | Totale    | 3½                     |

### IV sessione
Four-ball
| Europa (bandiera)    | Risultati | Stati Uniti (bandiera) |
| -------------------- | --------- | ---------------------- |
| Faldo/Woosnam        | 5 & 4     | Strange/Kite           |
| Darcy/Brand          | 3 & 2     | Bean/Stewart           |
| Ballesteros/Olazábal | 2 & 1     | Sutton/Mize            |
| Lyle/Langer          | 1 up      | Wadkins/Nelson         |
| 2                    | Sessione  | 2                      |
| 10½                  | Totale    | 5½                     |

### V sessione
Singoli
| Europa (bandiera)   | risultati | Stati Uniti (bandiera) |
| ------------------- | --------- | ---------------------- |
| Ian Woosnam         | 1 up      | Andy Bean              |
| Howard Clark        | 1 up      | Danny Pohl             |
| Sam Torrance        | pareggio  | Larry Mize             |
| Nick Faldo          | 1 up      | Mark Calcavecchia      |
| José María Olazábal | 2 up      | Payne Stewart          |
| José Rivero         | 2 & 1     | Scott Simpson          |
| Sandy Lyle          | 3 & 2     | Tom Kite               |
| Eamonn Darcy        | 1 up      | Ben Crenshaw           |
| Bernhard Langer     | pareggio  | Larry Nelson           |
| Seve Ballesteros    | 2 & 1     | Curtis Strange         |
| Kenneth Brown       | 3 & 2     | Lanny Wadkins          |
| Gordon Brand Jnr    | pareggio  | Hal Sutton             |
| 4½                  | Sessione  | 7½                     |
| 15                  | Totale    | 13                     |